# Fernando Quijano Velasco
Fernando Quijano Velasco es un periodista colombiano, doctor en estudios políticos de la Universidad Externado de Colombia. Desde 2009 asumió como director general del diario La República, con sede en Bogotá. Durante varios años trabajó como periodista en los diarios El País de Cali y El Tiempo de Bogotá, y editor general y director encargado de El Colombiano de Medellín.

## Formación
Quijano Velasco estudió periodismo en la Universidad Autónoma de Occidente, en Cali; luego se especializó en economía en la Universidad de la Sabana; estudió en la Universidad de Navarra y participó en el Advanced Executive Program de Northwestern University, en Estados Unidos.
Es especialista en Alta Gerencia en la Universidad de Los Andes y doctor en estudios políticos y opinión pública de la Universidad Externado de Colombia. Trabaja en investigación académica sobre temas de economía, política y medios de comunicación. 

## Trayectoria profesional
Terminó sus estudios de pregrado en la Autónoma de Occidente en 1993. Después realizó pasantías en el periódico El Mundo. Trabajó como reportero en el periódico El País de Cali. Fue jefe de redacción del periódico económico Portafolio y trabajó durante 10 años como editor general del periódico El Colombiano hasta octubre de 2009, cuando asumió la dirección general de La República.
Autor de los libros académicos como La Identidad y la Estructura del Diario Económico (1996), Difusión de Noticias Económicas, Empresariales y Financieras en los Periódicos El Tiempo y La República entre 1954 y 2014 y ha escrito más de 3.500 editoriales durante su larga carrera como ejecutivo de diferentes casas editoriales. Desde hace varios años se desempeña como profesor universitario.
Desde 2018 es integrante de la mesa de trabajo del Noticiero de la emisora La FM de RCN Radio, que dirige Juan Lozano Ramírez.